# Psilogramma papuensis
Psilogramma papuensis is een vlinder uit de familie van de pijlstaarten (Sphingidae). De wetenschappelijke naam van de soort werd in 2001 gepubliceerd door Ronald Brechlin.